# Gobivenator
Gobivenator — рід троодонтів, відомий із пізньої кампанської формації Дядохта в центральній частині пустелі Гобі, Монголія. Він містить один вид, Gobivenator mongoliensis. G. mongoliensis відомий з однієї особини, яка представляє найбільш повний зразок пізньокрейдяного троодонтида, наразі відомого.

## Відкриття

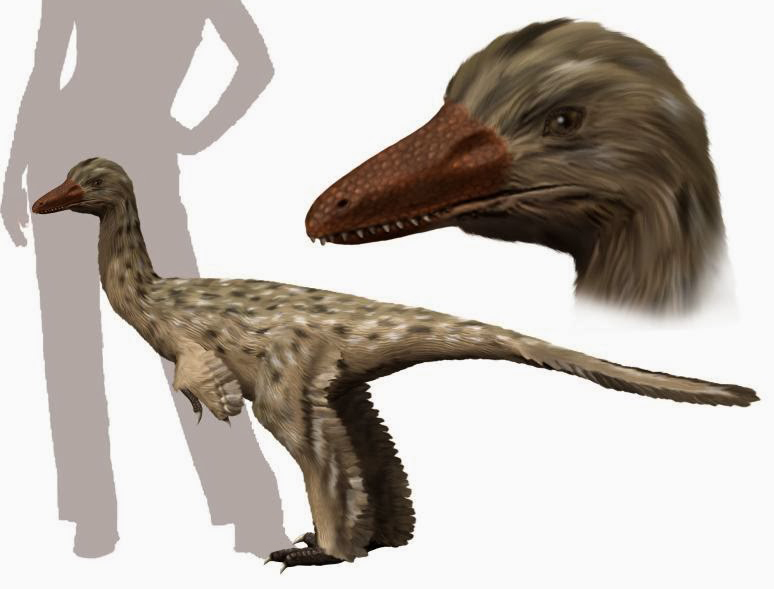
Розмір

Гобівенатор був вперше описаний і названий Таканобу Цуїджі, Рінченом Барсболдом, Махіто Ватабе, Хішігджавом Цогтбаатар, Цогтбаатар Чінзоріг, Йосіто Фудзіяма та Шигеру Сузукі у 2014 році, а типовим видом є Gobivenator mongoliensis. Родова назва походить від назви пустелі Гобі, де був знайдений голотип, і venator, що в перекладі з латини означає «мисливець». Видова назва відноситься до його появи в Монголії, оскільки латинський суфікс -ensis означає «з».
Гобівенатор відомий виключно з голотипу MPC-D 100/86, майже повного та зчленованого скелета, включаючи череп, який зберігається в Монгольському палеонтологічному центрі в Улан-Баторі, Монголія. Череп MPC-D 100/86 здебільшого не спотворений і добре зберігся, відсутній лише кінчик морди, тоді як в решті скелета відсутні лише середні шийні хребці, кістки передніх кінцівок, розташовані нижче ліктьових суглобів, деякі кістки задніх кінцівок, і більшість гастралій. Він був виявлений японсько-монгольською експедицією і є найповнішим зразком троодонтіда пізньої крейди, що наразі відомий. Крім того, на відміну від більшості скам'янілостей троодонтидів, MPC-D 100/86 повністю зчленований і збережений у трьох вимірах. Його було зібрано з місцевості Дзамін Хонд формації Дядохта в центральній пустелі Гобі, яка датується пізнім кампанським етапом пізньої крейди, приблизно 72 мільйони років тому.

## Опис
Гобівенатор був невеликим тероподом, довжиною 1,7 метра і вагою 9 кілограмів. Він належить до родини Troodontidae, групи невеликих, схожих на птахів, грациальних манірапторів. Усі троодонтиди мають багато унікальних особливостей черепа, таких як тісно розташовані зуби на нижній щелепі та велика кількість зубів. Троодонтиди мають серповидні кігті та хижі руки, а також одні з найвищих непташиних коефіцієнтів енцефалізації, що означає, що вони були розвиненими в поведінці та мали гострі чуття.